# Міжнародний день йоги
Міжнародний день йоги відзначається з 2015 року, щорічно 21 червня. Встановлений Генеральною Асамблеєю ООН в 2014-му році. Прем'єр-міністр Індії Нарендра Моді звернувся до ООН із пропозицією 21 червня відзначати Міжнародний день йоги, оскільки це найдовший день в році (день літнього сонцестояння) у Північній півкулі і має особливе значення у багатьох частинах світу.

## Історія
11 грудня 2014 року Генеральна Асамблея ООН проголосила 21 червня Міжнародним днем йоги. Внесена Індією резолюція була підтримана всіма 175 державами, які представлені на Генеральній Асамблеї.
21 червня 2015 року все земне співтовариство любителів і професіоналів йоги відзначило I Міжнародний День Йоги. В Індії, де виникла традиція йоги, учасниками одночасної йога-сесії в перший Міжнародний день йоги стали 35 тисяч осіб.  Ця наймасовіша і найбагатонаціональніша йога-сесія на одній площі увійшла до книги рекордів Гіннеса.

## Україна
В Україні свято відзначали і в 2015, і в 2016, 2017, 2018, роках. Свято проходить за підтримки Посольства Індії в Україні. В 2016 році свято відзначали 20 червня в Києві, Харкові, Полтаві, Миколаєві, Львові (18 червня), Одесі, Івано-Франківську, Маріуполі, Черкасах, Вінниці і Дніпру. Головний координатор святкування — Українська Федерація Йоги.
Перше свято — в 2015 році в Києві відкрилося 20 червня о 8-00 в Маріїнському парку послом Індії в Україні. Також проходили заходи в парку імені Тараса Шевченка. В Черкасах святкували в 4 парках міста.
У Львові з 2015 проводиться щорічний фестиваль медитації та здорового способу життя «Львівський день йоги», приурочений до святкування Дня йоги. Традиційно з 1 до 22 червня цей фестиваль об'єднує зацікавлених львів'ян та гостей міста метою бути здоровими, сильними, бадьорими та щасливими. 2019 року у Львові в Парку культури і відпочинку імені Богдана Хмельницького відкрили перший в Україні Парк йоги.

## Теми Міжнародного дня йоги
- 2020 рік: Йога вдома і йога з сім'єю
- 2021 рік: Йога для благополуччя[15]